# Тернове (Комиш-Зорянська селищна громада)
Тернове́ — село в Україні, у Більмацькій селищній громаді Пологівського району Запорізької області. Населення становить 118 осіб.

## Географія
Село Тернове знаходиться біля витоків річки Грузенька, на відстані 2 км від села Руденка. Поруч проходить залізниця, блокпост 346 км за 1 км.

## Населення

### Мова
Розподіл населення за рідною мовою за даними перепису 2001 року:
| Мова       | Кількість | Відсоток |
| ---------- | --------- | -------- |
| українська | 108       | 91.53%   |
| російська  | 9         | 7.62%    |
| вірменська | 1         | 0.85%    |
| Усього     | 118       | 100%     |